# Okrajno sodišče v Sežani
Okrajno sodišče v Sežani je okrajno sodišče Republike Slovenije s sedežem v Sežani, ki spada pod Okrožno sodišče v Kopru Višjega sodišča v Kopru. Trenutna predsednica je Aleksandra Mirc Gombač.